# Whitiora
Whitiora est une banlieue du centre de la ville d’Hamilton située dans l’Île du Nord de la Nouvelle-Zélande.

## Situation
La banlieue est limitée au nord par celle de Beerescourt, au nord-est par Fairfield, à l’est par Claudelands, au sud-est par Hamilton East, au sud par Hamilton North, au sud-ouest par  Frankton, à l’ouest par Maeroa et au nord-ouest par Forest Lake

## Installations
La banlieue est le siège du Waikato Stadium, autrefois connue sous le nom de Rugby Park.
C’est un lieu majeur de sport et aussi d’évènements culturels dans Hamilton avec une capacité totale de 25 800 places.
Le stadium est une installation multi-activités, qui est utilisé principalement pour les épreuves de la rugby union.